# Bandiera della Sardegna
La bandiera della Sardegna (in sardo: bandera de sa Sardigna) è il principale simbolo della Sardegna, ufficialmente adottata dalla Regione autonoma per la prima volta nel 1950.
È conosciuta anche come la Bandiera dei quattro mori (sos battor moros o is cuatru morus in lingua sarda, Li quattru mori in sassarese, Li cattru mori in gallurese, Los quatre moros in algherese, I quattru mói in tabarchino) per via della loro raffigurazione nei quarti separati dalla croce rossa di San Giorgio.
(Legge Regionale 15 aprile 1999, n. 10; Art. 1)
Storicamente invece la fronte è rivolta verso l'inferitura. Di origine medievale, è composta dalla Croce di San Giorgio e da quattro teste di moro bendate, rappresentanti i quattro re saraceni sconfitti dagli aragonesi durante la Battaglia di Alcoraz avvenuta in Spagna. 
È storicamente legata alla bandiera dell'Aragona e alla Bandiera Testa Mora, della vicina isola della Corsica.

## Origine
Nei secoli molti studiosi si sono mossi in un complesso pieno di leggenda e realtà storica, tra Spagna e Sardegna, ma la sua origine rimane dibattuta. Il primo studioso che affrontò scientificamente la genesi del vessillo sardo fu, nel 1624, il biblista, teologo e storico gesuita Jaime Pinto: egli attribuì il vessillo a Benedetto VIII nel 1020, il quale volle inviare all'Isola uno stendardo con la Croce come invito della Sede Apostolica a scacciare i Mori; i Sardi avrebbero poi aggiunto le effigi a ricordo dell'umiliazione e sconfitta dei Mori.
La tradizione sardo-iberica considera il simbolo una creazione di Re Pietro I di Aragona, quale celebrazione della vittoria di Alcoraz del 1096. La vittoria sarebbe stata ottenuta grazie all'aiuto di San Giorgio (il cui stendardo era una croce rossa su sfondo bianco), il quale sarebbe intervenuto lasciando poi sul campo le quattro teste recise dei re saraceni (quattro mori).
La tradizione sardo-pisana lega lo stemma al leggendario gonfalone dato dal papa Benedetto VIII ai Pisani in aiuto dei sardi contro i saraceni di Musetto, i quali cercavano di conquistare la Sardegna e alcune postazioni situate nella penisola italiana, variando la genesi riportata del gesuita Pinto, che la vuole consegnata ai soli sardi.

## Storia

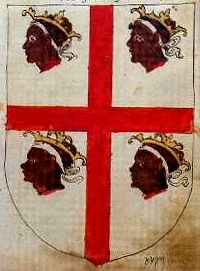
Bandiera dei quattro mori o Croce di Alcoraz - Gaspar de Torres - Armorial de Aragón 1536

La più antica attestazione dell'emblema risale al 1281, al sigillo della cancelleria reale di Pietro III d'Aragona. Dopo che la Sardegna entra a far parte della Corona d'Aragona, tali sigilli vi giungono a chiusura dei documenti dei Re Giacomo II (1326), Alfonso il Benigno (1327-1336) e Pietro IV (1336-1387); alcuni esemplari sono conservati nell'Archivio Storico Comunale di Cagliari.
In uno stemmario della fine del XIV secolo compilato in area germanica, l'Armoriale di Gheldria, lo stemma già appare riferito al Regno di Sardegna nell'ambito degli stati della Corona d'Aragona. Lo si ritrova in un altro stemmario forse di area lorenese (conservato nella Biblioteca nazionale di Francia) e di datazione incerta ma sicuramente nel XV secolo. Nel 1509 in un altro stemmario portoghese (Livro do Armeiro-Mor) la Sardegna è stranamente rappresentata solo con la croce di San Giorgio. 

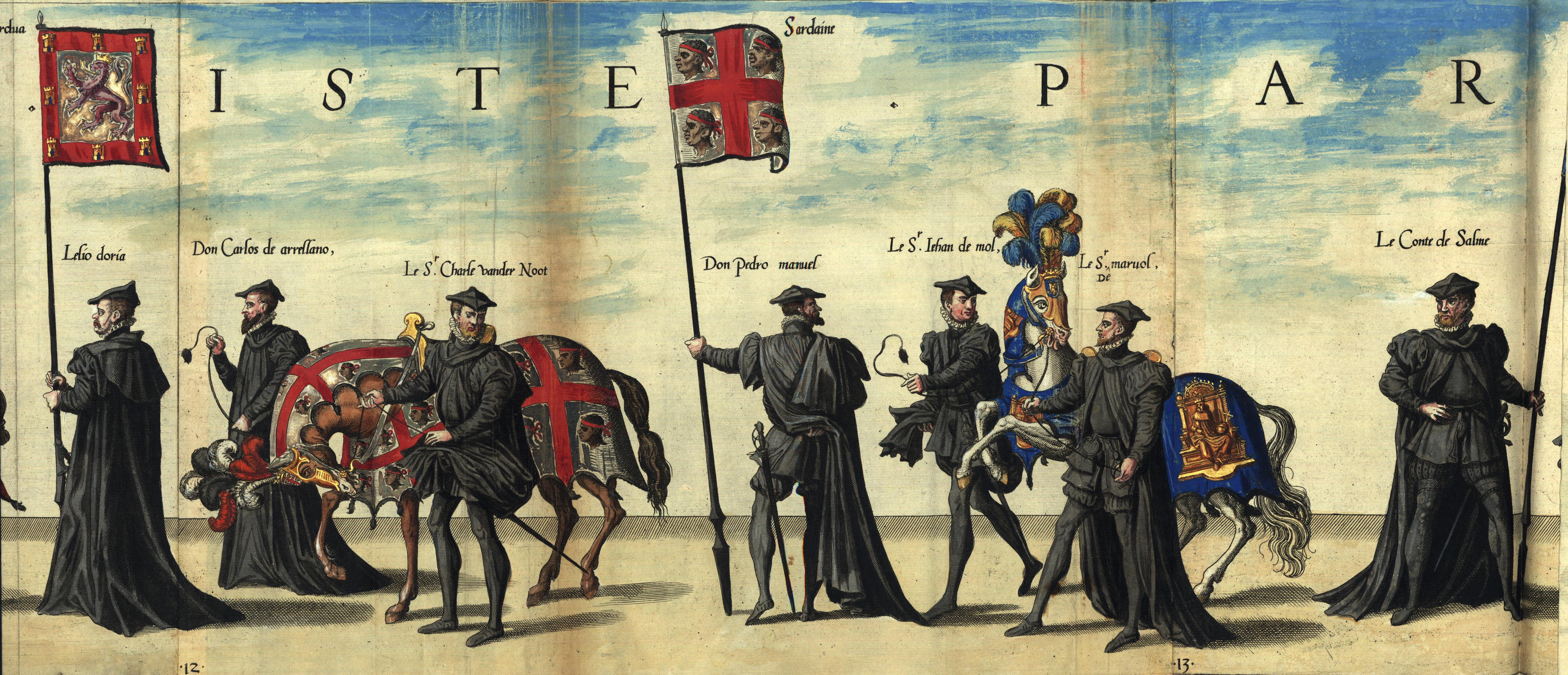
Bandiera del Regno di Sardegna (centro) al corteo funebre di Carlo V

È solo dal tempo dei Re Cattolici e soprattutto dall'epoca di Carlo V che troviamo con frequenza i 4 mori come simbolo del Regno di Sardegna fra gli innumerevoli possedimenti dell'imperatore, fra i quali un libro stampato nella famosa stamperia Plantin di Anversa rappresentante il corteo funebre dello stesso sovrano composta da alfieri e cavalli bardati con le insegne di ciascuno stato. In Sardegna e su documenti sardi la prima sicura attestazione dello stemma è sul frontespizio degli atti del braccio militare del parlamento sardo, i Capitols de Cort del Stament militar de Serdenya stampato a Cagliari nel 1591.
In quest'epoca, ormai i ricordi delle lunghe e spesso fratricide guerre col Giudicato di Arborea andavano scemando, i coloni iberici si erano ormai inseriti col passare delle generazioni nella società sarda, divenendone parte integrante, l'inserimento in un'organizzazione politica in cui non solo la Sardegna, ma anche l'Aragona e la Catalogna erano delle piccole componenti, fecero sì che accanto all'adesione all'ideologia imperiale asburgica, si rinvigorisse anche il senso di appartenenza a quel piccolo stato rappresentato dai quattro mori.
Durante i secoli i quattro mori della bandiera o dello stemma furono raffigurati in diverso modo: senza benda, con benda sugli occhi o sulla fronte, a destra o a sinistra, o coronati, senza mori, a colori invertiti; ciò secondo i gusti dell'artista incaricato, come quello che, sotto la guida di Diego Velázquez e Francisco de Zurbarán, li effigiò nel Palazzo del Buen Retiro a Madrid. Per tutto il periodo delle monarchie iberiche l'originale disegno della bende sulla fronte viene rispettato.
Durante il Regno di Sardegna sabaudo, alla metà del Settecento, si stabilì invece l'iconografia della bandiera di San Giorgio, che continuò a perdurare fino al 1999, benché presentasse l'errore di porre la benda sugli occhi dei mori, con in ogni quarto una testa di moro in direzione dell'inferitura. Lo stemma del Regno di Sardegna porta chiaramente i quattro mori con la benda in fronte, quale serto regale. La benda sugli occhi compare nel 1800; probabile un errore di un copista o un voluto "errore" in segno di protesta.

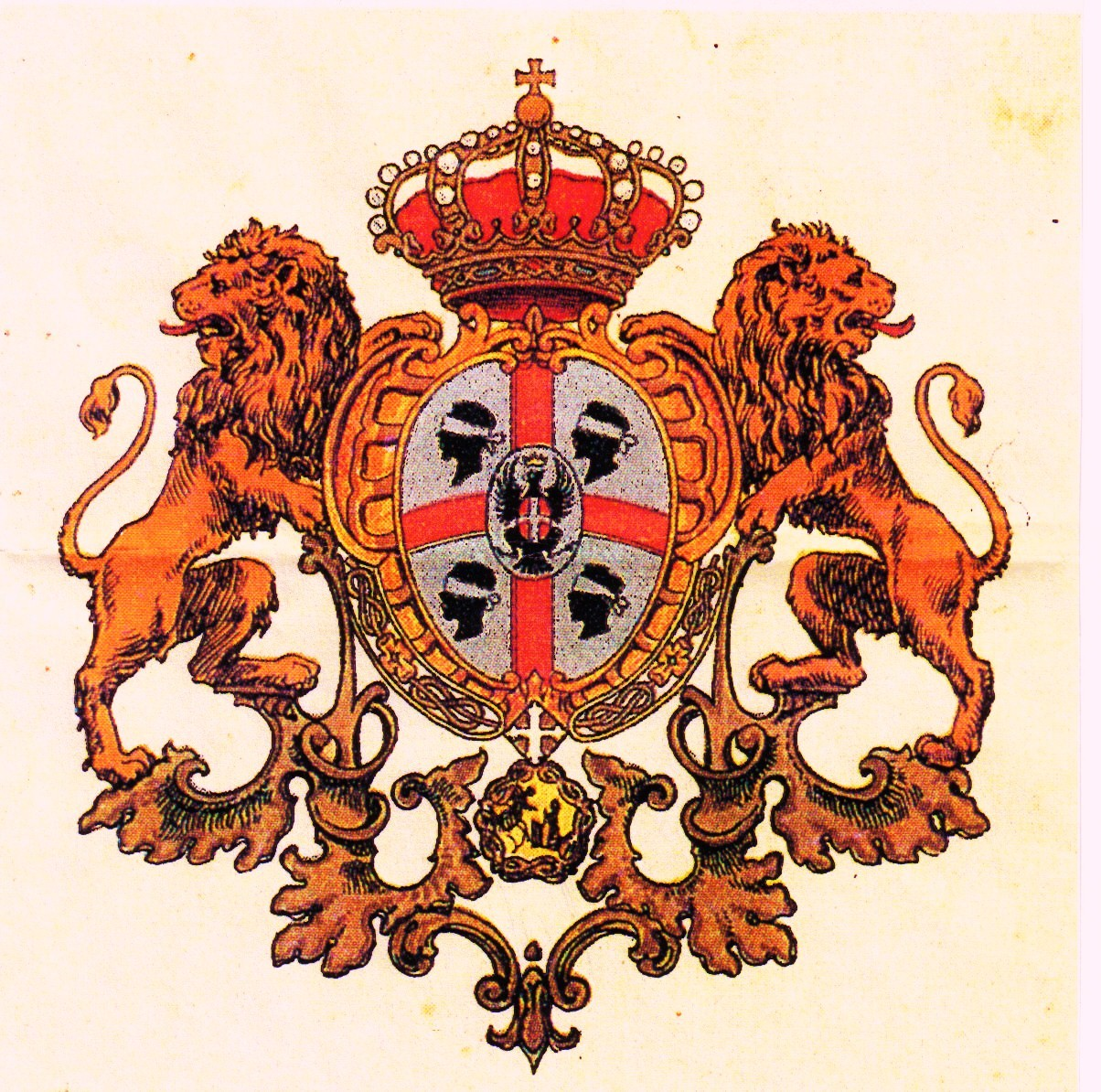
Stemma settecentesco del Regno di Sardegna - dinastia dei Savoia

Nel 1952 lo scudo dei quattro mori bendati negli occhi divenne bandiera ufficiale della Regione autonoma ed ornava inoltre il suo gonfalone (decreto del Presidente della Repubblica del 5 luglio 1952). Nel 1999 un'apposita legge regionale cambiò i Quattro Mori della bandiera, derivati dalla versione del Regno Sardo-Piemontese, a forma in cui si presentano in un quarto dello stemma d'Armi della Comunità autonoma spagnola di Aragona, cioè con la benda posta sulla fronte. A differenza della bandiera aragonese, tuttavia, i mori dal 1999 hanno i loro sguardi opposti all'inferitura.

## Significato
Secondo alcuni studiosi, la bandiera deriverebbe dalla vittoria di Alcoraz del 1096, sarebbe legata alla Corona d'Aragona, e rappresenterebbe la Reconquista spagnola contro i Mori che occupavano una buona parte della Penisola Iberica, infatti è composta dalla croce di San Giorgio, simbolo pure dei crociati che combattevano gli stessi mori in Terra Santa, e le quattro teste mozzate rappresentavano quattro importanti vittorie conseguite dagli aragonesi in Spagna, rispettivamente la riconquista di Saragozza, Valencia, Murcia e le Baleari.
Secondo altri (Mario Valdes y Cocom) i mori rappresenterebbero il Santo egiziano Maurizio, martirizzato sotto Diocleziano, e rappresentato in questa maniera, ossia la testa di moro bendata, in innumerevoli stemmi di area franco-germanica. Anche San Vittore di Marsiglia, appartenente alla medesima Legione Tebana comandata da Maurizio e scampato alla decimazione, è rappresentato da un moro con benda sulla fronte e la comune tradizione che lega le storie dei due santi fa pensare che il simbolo sia stato concepito tra l'Abbazia di San Maurizio d'Agauno, nel Canton Vallese (Svizzera), e l'Abbazia di San Vittore di Marsiglia, sorte ambedue nei luoghi del martirio dei due santi. Tra il 1112 e il 1166 la Contea di Provenza fu sotto il diretto controllo dei re aragonesi e, fino al 1245 retto da discendenti della medesima dinastia. Occorre peraltro sottolineare che l'Abbazia di San Vittore di Marsiglia ebbe, dall'XI secolo fino al XIII secolo, estese proprietà e influenza politica in Sardegna, in special modo nel Giudicato di Cagliari.
I 4 mori divennero comunque, fin dalla sua fondazione, il simbolo del Regnum Sardiniae et Corsicae, con la bandiera corsa risalente alla stessa epoca, e divenne col tempo la bandiera dell'isola e della sua popolazione. In ogni caso, il significato dei simboli che esso contiene, due santi guerrieri o teste di moro mozzate, ne fa un emblema della cristianità combattente, "crociato" nel senso lato del termine, originatosi in un'epoca storica di aspri conflitti tra Islam e cristianità, in cui la Sardegna fu pienamente coinvolta.

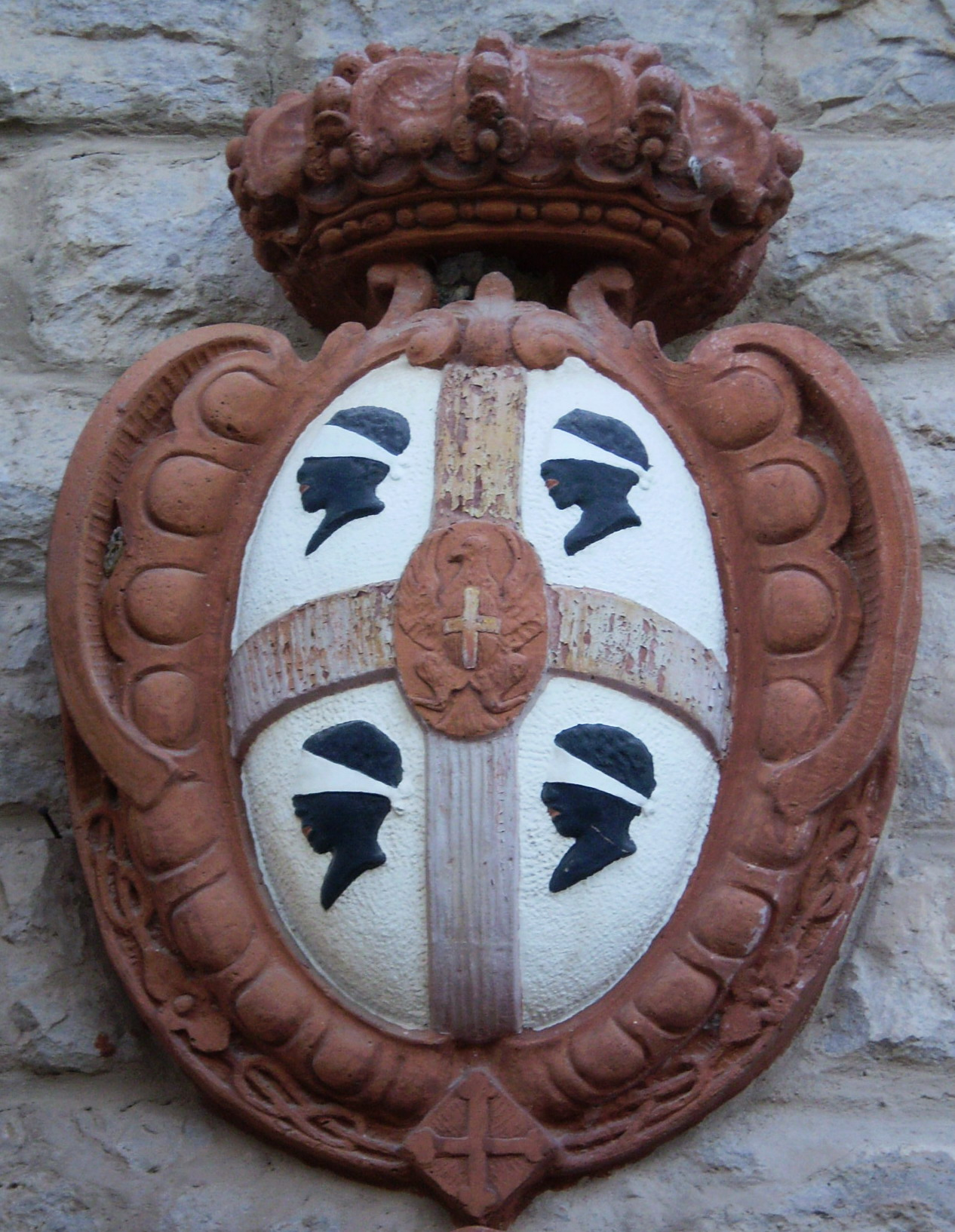

Nel 1921 venne fondato il Partito Sardo d'Azione, che riprese i quattro mori come proprio simbolo. È ipotizzabile che essa fosse stata storicamente interpretata come l'icona dei quattro giudicati, come sostenuto da Antonio Era, professore dell'Università di Sassari e consigliere regionale, che il 19 giugno del 1950 nelle discussioni del consiglio regionale antecedenti le votazioni che decreteranno i quattro mori bandiera ufficiale della regione Sardegna, criticò il vessillo affermando:
(Antonio Era, discorso al consiglio regionale, 1950)
Questo discorso denunciò il fatto che la bandiera non fosse di origini sarde, ma è anche prova documentaria del sentimento popolare che leggeva in essa la storia giudicale.

## Normativa

### Disegno
L'utilizzo ufficiale dei Quattro Mori nell'assetto repubblicano è relativamente recente. Infatti, con la Legge costituzionale n. 3 del 26 febbraio 1948 venne approvato lo Statuto della Regione autonoma della Sardegna, ma esso non specificava alcuna descrizione di simboli, stemmi e bandiere. Con la seduta del Consiglio regionale del 19 giugno 1950, venne approvato lo stemma dei quattro mori. La concessione avvenne attraverso secondo le modalità dell'allora Regio decreto 7 giugno 1943, n. 652 attraverso la concessione il rilascio alla Regione Sardegna per decreto dal Presidente della Repubblica che, sulla base delle istanze dell'Assemblea regionale, emanò il D.P.R. 5 luglio 1952 «Concessione alla Regione Autonoma della Sardegna di uno stemma e un gonfalone». Per la bandiera invece si dovette aspettare al 1999, con l'approvazione della legge regionale del 15 aprile 1999 n. 10 intitolata Bandiera della Regione, la quale sancì il disegno ufficiale, per definizione «campo bianco crociato di rosso con in ciascun quarto una testa di moro bendata sulla fronte rivolta in direzione opposta all'inferitura», pertanto in una versione inusuale rispetto alle raffigurazioni storiche. Lo stemma è formato dalla bandiera incastonata in uno scudo anche con ornamenti esteriori, che ne sono parte integrante. Per l'araldica la definizione è “d'argento alla croce di rosso accantonata da quattro teste di moro al naturale, rivoltate, con la fronte bendata d'argento”.

### Esposizione
La bandiera della Regione è esposta all'esterno degli edifici sedi della Regione, dei comuni e delle province, degli enti strumentali della Regione, degli enti soggetti a vigilanza o controllo della Regione, degli enti pubblici che ricevono in via ordinaria finanziamenti o contributi a carico del bilancio regionale, degli enti che esercitano funzioni delegate dalla Regione, nonché all'esterno degli altri edifici dei medesimi enti sui quali ordinariamente si espongono bandiere.:
- il giorno 26 febbraio, anniversario della promulgazione dello Statuto speciale per la Sardegna;
- il giorno 28 aprile, "Sa die de sa Sardigna";
- su disposizione o autorizzazione del Presidente della Regione, quando ricorrano avvenimenti di particolare importanza;
- ogni qualvolta sia esposta la bandiera della Repubblica Italiana.

La bandiera della Regione è esposta altresì nei casi previsti dagli statuti dei comuni e delle province. L'esposizione della bandiera della Regione da parte di privati è sempre libera, purché avvenga in forme decorose. È obbligatoria l'esposizione della bandiera della Regione da parte di privati qualora vengano esposte bandiere nel corso di manifestazioni a cui concorrono finanziariamente la Regione o i suoi enti strumentali. Ove non sia vietato da norme statali, quando le amministrazioni pubbliche espongono la bandiera della Regione, espongono anche la bandiera della Repubblica Italiana e quella dell'Unione Europea. Salve le norme che regolano l'esposizione delle bandiere della Repubblica e dell'Unione europea, la bandiera della Regione va esposta al posto d'onore e quando la bandiera è esposta in segno di lutto va posta a mezz'asta o con due strisce di colore nero.

### Colori
Con la deliberazione della Giunta Regionale n.19 del 28 aprile 2015 sono state stabilite le linee guida per l'utilizzo corretto dello stemma e dei simboli nelle comunicazioni ufficiali. Tra le varie indicazioni, de facto, sono stati normati anche i colori ufficiali della bandiera.
| Pantone tessile          | Approssimazione su video | Approssimazione su video | Approssimazione su video | Approssimazione su video | RAL             |
| Pantone tessile          | HEX                      | RGB                      | CMYK                     | HSV                      | RAL             |
| ------------------------ | ------------------------ | ------------------------ | ------------------------ | ------------------------ | --------------- |
| 18-1561 TCX              | #DA321C                  | R:218 G:041 B:028        | C:000 M:081 Y:087 K:015  | H:4.1º S:87.2 % V:85.5 % | 3028 Pure red   |
| 19-4008 TCX Meteorite    | #2B2929                  | R:044 G:041 B:041        | C:000 M:000 Y:000 K:100  | H:0º S:0 % V:0 %         | 9005 Jet Black  |
| 11-0601 TCX Bright White | #FFFFFF                  | R:255 G:255 B:255        | C:000 M:000 Y:000 K:000  | H:0º S:0 % V:100 %       | 9010 Pure white |

## Altri utilizzi della testa di moro

Bandiera "barras e moros"

In campo politico, il Partito Sardo d'Azione ha adottato come proprio simbolo la bandiera sarda, secondo il modello Savoia su drappo quadrato. Sardigna Natzione riprende invece solo la croce, nera in campo bianco. I quattro mori con quattro bande è comparsa nei manifesti della Provincia di Nuoro (commissionati da una Giunta di centro-sinistra) sulle tradizioni popolari (1998) dove compariva sovrapposta all'effigie di Giovanni Maria Angioy. Le quattro bande rosse associate ad un solo moro sono state presenti nel simbolo del partito "sardistas", una scissione di destra del PSd'Az avvenuta nel 2000 (capeggiata dal consigliere regionale Efisio Serrenti).
La Bandiera "barras e moros" richiama i quattro mori e i pali rossi, questi ultimi presenti nella bandiera del Regno di Sardegna fino alla fine del Quattrocento.
I pali rossi erano presenti anche nello stemma del Giudicato di Arborea. Essi sono un simbolo di tradizione iberica e sono presenti nelle bandiere della Catalogna e del Regno di Aragona. La Corona d'Aragona fu la fondatrice nel 1324 del Regnum Sardiniae. I quattro pali rossi indicano l'impronta tracciata dalle quattro dita, indice, medio, anulare e mignolo, della mano intrisa di sangue. Una leggenda catalana narra che con la mano il conte di Barcellona Goffredo il Villoso che unificò i paesi catalani gravemente ferito in battaglia nella lotta contro l'invasore normanno tracciò questo segno su uno scudo dorato. Metaforicamente rappresenta la lotta del popolo per l'autonomia. Questo stendardo è presente nello stemma ufficiale della compagnia barracellare di Dorgali. La bandiera viene chiamata in sardo barras e moros, testa dei mori bendata sulla fronte e sguardo a destra, senza i mori la definizione araldica è barras e ruche.